# Unbroken - La via della redenzione
Unbroken - La via della redenzione è un film del 2018 diretto da Harold Cronk, sequel del film Unbroken (2014) e adattamento cinematografico della seconda parte dell'omonimo bestseller di Laura Hillenbrand.

## Trama
Il film si concentra sulla vita di Louie Zamperini, veterano della seconda guerra mondiale tormentato dal disturbo da stress post-traumatico, dopo il suo ritorno a casa dalla guerra.

## Accoglienza

### Incassi
Negli Stati Uniti e in Canada, Unbroken: Path to Redemption fu distribuito insieme a White Boy Rick, A Simple Favor e The Predator, con previsioni che indicavano un incasso compreso tra 2 e 6 milioni di dollari da 1.620 cinema durante il weekend d'apertura. In realtà, il film debuttò con soli 2,2 milioni di dollari, classificandosi al decimo posto al box office. Nel secondo weekend, l'incasso calò del 40%, attestandosi a 1,3 milioni di dollari, e posizionandosi al dodicesimo posto.

### Risposta critica
Su Rotten Tomatoes, il 38% dei 26 critici ha attribuito al film una recensione positiva, con una valutazione media di 5,5/10. Il consenso critico del sito recita: "Unbroken: Path to Redemption sopravvaluta il potere della sua storia ispiratrice basata su eventi reali, accontentandosi di un dramma monotono che troppo spesso predica ai suoi intenditori." Secondo Metacritic, il film ha ricevuto "recensioni generalmente negative", con un punteggio medio ponderato di 38 su 100 basato su sette critici. Tuttavia, il pubblico ha espresso giudizi più favorevoli: CinemaScore ha assegnato al film una media di "A" su una scala da A+ a F, mentre PostTrak ha riportato che gli spettatori gli hanno attribuito 4 stelle su 5.